# Guy Bodenmann

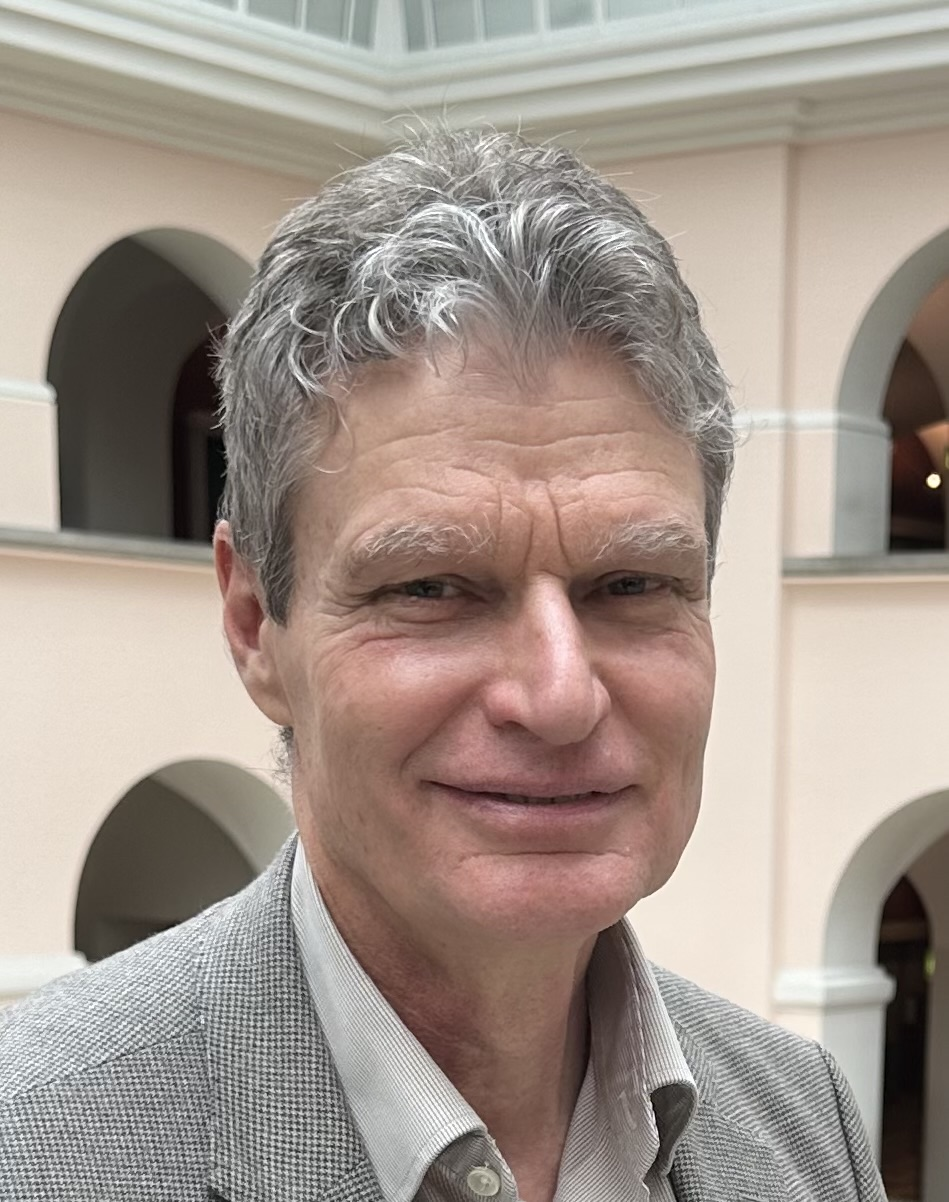
Guy Bodenmann 2025

Guy Bodenmann (* 1962) ist ein Schweizer Psychologe, Heilpädagoge und Psychotherapeut. Er ist Professor für Klinische Psychologie mit Schwerpunkt Kinder/Jugendliche und Paare/Familien an der Universität Zürich.

## Ausbildung
Guy Bodenmann studierte Klinische Psychologie (Lizenziat 1991), Allgemeine und Angewandte Psychologie sowie Klinische Heilpädagogik (Diplom 1987) an der Universität Freiburg/Schweiz 1995 schloss er das Doktorat in Klinischer Psychologie ab, 1999 habilitierte er mit der Venia legendi für Klinische Psychologie. 1993–1994 absolvierte er einen Forschungsaufenthalt bei John Gottman an der University of Washington (Seattle, USA).

## Berufliche Tätigkeit
Von 1988 bis 1991 war er Unterassistent und anschliessend von 1991 bis 1995 Lehrstuhlassistent bei Meinrad Perrez an der Universität Freiburg/Schweiz.
Von 1995 bis 2008 leitete Bodenmann das Institut für Familienforschung und -beratung der Universität Freiburg/Schweiz, zuerst als Koordinator, anschliessend als Direktor.
2001 bis 2005 hielt er eine SNF-Förderprofessur an der Universität Fribourg inne, anschliessend war er bis 2008 assoziierter Professor für Klinische Beziehungspsychologie an der Universität Fribourg.
Seit 2008 ist Bodenmann ordentlicher Professor für Klinische Psychologie mit Schwerpunkt Kinder/Jugendliche und Paare/Familien an der Universität Zürich. Er ist Direktor der Praxisstelle für Paartherapie und der Praxisstelle für Kinder- und Jugendpsychotherapie am Psychotherapeutischen Zentrum der Universität Zürich.
Er ist Co-Präsident der Akademie für Verhaltenstherapie im Kindes- und Jugendalter (AVKJ) und Direktor von zwei Weiterbildungsstudiengängen (MAS für kognitive Verhaltenstherapie bei Kindern und Jugendlichen, MAS für Schulpsychologie).
Im Scoping-Review von Sharkey et al. (2021) rangierte er auf Platz 4 der weltweit einflussreichsten Beziehungsforscher.

## Forschungsschwerpunkte
Guy Bodenmann forscht thematisch auf folgenden Schwerpunkten:
- Stress- und Coping bei Paaren (dyadisches Coping)
- Wirksamkeitsstudien zu Prävention und Gesundheitsförderung bei Paaren (paarlife) und Eltern (Triple P)
- Psychotherapieforschung im Rahmen der Paartherapie und Paarlife
- Psychische Störungen bei Paaren (z. B. Depression, Sexualstörungen)
- Partnerschaftsstörungen der Eltern und Effekte auf die Kinder
- Familiäre Protektiv- und Risikofaktoren für kindliche Entwicklung

Mit dem Konzept des Systemisch-Transaktionalen Modell (STM) hat Bodenmann Stress und Coping bei Paaren als interpersonelles Phänomen (zwischen den Personen ablaufend) aufgefasst und die wechselseitige Abhängigkeit auf verschiedenen Ebenen (Verhalten, Kognitionen. Emotionen, physiologisch) hervorgehoben. Der Stress des einen Partners wird für den anderen wahrnehmbar und dessen Antwortreaktion wird von Bodenmann und Meinrad Perrez erstmals als dyadisches Coping (DC) bezeichnet (gemeinsame Bewältigungsstrategie beider Partner), sie  erfolgt in Abhängigkeit von Kontext, situativer Stimmung, den Ressourcen, der Motivation und den Zielen.
Dyadisches Coping wird am häufigsten mit dem Dyadischen Coping Inventar (DCI) in der Selbsteinschätzung respektive mit dem Kodiersystem SEDC (System zur Erfassung von Dyadischem Coping) im beobachtbaren Verhalten erfasst. Dyadisches Coping hat sich als signifikanter und konsistenter Prädiktor für Partnerschaftszufriedenheit und psychisches und physischen Befinden erwiesen.
Basierend auf diesem Konzept entwickelte Bodenmann das evidenzbasierte Präventionsprogramm Paarlife zur Förderung der stressbezogenen emotionalen Selbstöffnung, des empathischen Zuhörens und des dyadischen Copings. Paarlife (auf Englisch: Couple Coping Enhancement Training, CCET) wird in verschiedenen Ländern (Deutschland, Frankreich, Italien, Schweiz, USA) angeboten und wurde auch für gleichgeschlechtliche Paare adaptiert (CCET-SMS).

## Veröffentlichungen (Auswahl)
Laut Google Scholar (Stand Oktober 2024) wurden insgesamt 626 Fachartikel und -beiträge, an denen Bodenmann mitgewirkt hat, 26'874 mal zitiert (h-index 82; i10-Index 256). Der von ihm entwickelte Fragebogen Dyadisches Coping Inventar (DCI) wurde bisher in 24 Sprachen übersetzt und in 15 Sprachen validiert.
Als Herausgeber und Autor hat Guy Bodenmann u. a. folgende Werke veröffentlicht:
Lehrbücher:
- Lehrbuch Klinische Paar- und Familienpsychologie. Hogrefe 2016, ISBN 978-3-456-85620-9
- mit M. Perrez und M. Schär: Klassische Lerntheorien: Grundlagen und Anwendungen in Erziehung und Psychotherapie. Hogrefe 2023, ISBN 978-3-456-86184-5

Fachbücher:
- Verhaltenstherapie mit Paaren: Ein bewältigungsorientierter Ansatz. Huber 2012, ISBN 978-3-456-85106-8
- Stress und Coping bei Paaren. Hogrefe 2000, ISBN 978-3-8017-1352-2

Sachbücher:
- Streitet Euch. Wie Konflikte Paare und ihre Kinder stärken. Patmos, 2023, ISBN 978-3-8436-1433-7
- Schatten über der Partnerschaft: Wie Paare Depressionen gemeinsam bewältigen können. Hogrefe 2022, ISBN 978-3-456-86212-5
- Mit ganzem Herzen lieben: Commitment – wie Ihre Beziehung langfristig glücklich bleibt. Patmos 2021, ISBN 978-3-8436-1306-4
- Bevor der Stress uns scheidet: Resilienz in der Partnerschaft. Hogrefe 2015, ISBN 978-3-456-85613-1

Therapiematerialien:
- mit Bodenmann-Kehl, C.:  Therapiekarten. Paartherapie. Verlag, 2024. GTIN 4019172101299

Herausgeber-Werke:
- mit Karen Kayser und Tracey Revenson:  Couples coping with stress: Emerging perspectives on dyadic coping. American Psychological Assoziation, 2005, ISBN 1-59147-204-0
- mit Mariana Falconier und Ashley Randall: Couples coping with stress: A cross-cultural perspective. Routledge 2016, ISBN 1-138-90665-4

## Podcast
Seit 2023 produziert und publiziert Bodenmann gemeinsam mit Kristina Schneider den im Interview-Format gestalteten Psychologie-Podcast Beziehungen verstehen.